# Heráclides Lembo

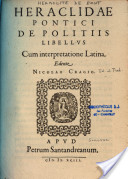
Obra de Heráclides

Heráclides Lembo (en griego antiguo Ηρακλείδης ο Λέμβος) fue un filósofo y escritor griego. Fue un funcionario civil que vivió durante el reinado de Ptolomeo VI (siglo II a. C.). Se dice que negoció el tratado que puso fin a la invasión de Egipto por Antíoco IV Epífanes en 169 a. C. El sobrenombre Lembo significa "chinchorro, bote auxiliar de una barco mayor" y se usa metafóricamente con el significado de "parásito".
Según Diógenes Laercio, escribió un resumen de las Sucesiones de Soción, y otro resumen de las Vidas de Sátiro. Compendió la obra Sobre los legisladores de Hermipo de Esmirna. Han sobrevivido pasajes de las obras de Aristóteles en fragmentos de sus trabajos. Fueron publicados en 1847 como Heraclidis politiarum quae extant, por F. G. Schneidewin.